# Microsoft Power Fx
Microsoft Power Fx est un langage de programmation libre et open source, à code réduit (en) et à usage général, permettant d'exprimer la logique à travers la plateforme Microsoft Power Platform,.
Le langage de programmation a été annoncé pour la première fois au cours de l'édition 2021 de Microsoft Ignite (en). Sa spécification a été publiée en mars 2021,. Il repose sur des formules de type tableur pour le rendre accessible à un grand nombre de personnes,. Microsoft Power Fx a également été influencé par des langages et outils de programmation comme Pascal, Mathematica et Miranda (en),.
Selon la description de Microsoft, ce langage s'inspire fortement du paradigme du tableur. Dans une feuille de calcul, les cellules peuvent contenir des formules qui font référence au contenu d'autres cellules. Si l'utilisateur modifie le contenu d'une cellule, les valeurs de toutes les cellules dépendantes sont automatiquement mises à jour. De la même manière, les différentes propriétés des composants d'un programme Power Fx sont reliées par des formules, dont la syntaxe rappelle beaucoup celle d'Excel, et dès qu'une valeur intervenant dans une formule change, la formule est automatiquement recalculée, et la propriété qui l'utilise, mise à jour. Par exemple, une formule simple peut relier la propriété de couleur d'un composant à la valeur d'un composant curseur, et si l'utilisateur déplace le curseur, la couleur changera automatiquement.
Le langage Microsoft Power Fx a été développé par une équipe de Microsoft dirigée par Vijay Mital, Robin Abraham, Shon Katzenberger et Darryl Rubin. Il s'agit d'un logiciel libre publié sous licence MIT et en cours de développement actif sur GitHub.